# خشم الرجم
خشم الرجم هو منطقة عراقية، في حوض وادي المهاري بناحية الشبكة بقضاء النجف، بمحافظة النجف بالبادية العراقية غرب العراق.